# 斑點頭棘鮋
斑點頭棘鮋，又稱斑點頰棘鮋是輻鰭魚綱鮋形目鮋亞目頰棘鮋科的其中一種。

## 分布
本魚分布於印度太平洋區，包括東印度、澳洲、法屬波里尼西亞、日本、台灣、馬貴斯群島、萊恩群島、菲律賓、印尼等海域。

## 深度
水深3~15公尺。

## 特徵
本魚體型小，近卵圓形，側扁。頭長小於頭高。口小，端位。上下頜骨有細小的齒，腭骨則無。鰓孔狹小，鰓膜連於喉峽部。背鰭在硬棘部及軟條部間有一明顯的缺刻，具有6~8枚硬棘及11~13枚軟條；胸鰭軟條13~14枚；腹鰭小；尾鰭圓形。體一致為灰色，且散在紅色的小斑點。背鰭硬棘有毒，須小心注意。

## 生態
棲息於珊瑚枝椏間，尤其是鹿角珊瑚，將胸鰭固定在珊瑚上，不易被發現，游泳能力弱。

## 經濟利用
無任何經濟價值。